# تشارلز بلان
تشارلز بلان (بالفرنسية: Charles Blanc )‏ (و. 1813 – 1882 م) هو مؤرخ الفن، وبروفيسور، وناقد فني، ونقاش، وكاتب فرنسي، ولد في كاستر، وكان عضوًا في أكاديمية اللغة الفرنسية (منذ 8 يونيو 1876)، توفي في باريس، عن عمر يناهز 69 عاماً.

## مناصب
تولى منصب مدير، اكاديمية الفنون الجميله (فرنسا) (1870–1873)، ومدير، اكاديمية الفنون الجميله (فرنسا) (1848–1852)، ورئيس تحرير، Gazette des Beaux-Arts ‏، وL'Avenir national ‏، والطان ‏.